# Témoust-Befreiungsfront
Die Témoust-Befreiungsfront (französisch Front de Libération Témoust, kurz FLT), auch Tamoust-Befreiungsfront (französisch: Front de Libération Tamoust), war eine paramilitärische Organisation in Niger.
Die Témoust-Befreiungsfront war eine der wichtigsten irredentistischen Tuareg-Organisationen der 1990er Jahre, die für Angriffe gegen staatliche und private Einrichtungen verantwortlich waren. Sie entstand im Juni 1993 als Abspaltung von der Befreiungsfront des Aïr und Azawad. Ihr Anführer war Mano Dayak. Témoust oder Tamoust bedeutet „Identität“ in der Sprache Tuareg. Die Témoust-Befreiungsfront koordinierte sich ab September 1993 mit anderen Tuareg-Paramilitärs, darunter die Befreiungsfront des Aïr und Azawad, in der Koordination des bewaffneten Widerstands. In deren Nachfolgeorganisation, der Organisation des bewaffneten Widerstands, die am 24. April 1995 ein Friedensabkommen mit der Regierung Nigers schloss, war die Témoust-Befreiungsfront hingegen nicht involviert. Nach dem Tod Dayaks im Dezember 1995 übernahm Mohammed Akotey die Führung der Témoust-Befreiungsfront. Infolge der Zusatzverträge von Algier im Jahr 1997 wurde die Témoust-Befreiungsfront aufgelöst. Deren ehemaliger Sprecher Aoutchiki Kriska wurde noch Ende 1997 zum Sonderberater des Staatspräsidenten Ibrahim Baré Maïnassara für Angelegenheiten der Tuareg ernannt.